# Hôpital-Beaulieu

L'Hôpital-Beaulieu est un ancien hospice au lieu-dit dépendant de la commune d'Issendolus. Y existent les vestiges d'un ensemble architectural datant pour les parties les plus anciennes du XIIIe siècle y sont encore visibles.

## Création du grand hospice
Selon le chanoine Edmond Albe, un grand hospice y fut fondé par Gisbert 1er de Thémines et son épouse Aigline de Castelnau pour accueillir et soigner les pèlerins. Il fut donné en 1259 à l'ordre de Saint-Jean de Jérusalem. Une des religieuses célèbres fut Sainte Fleur (fête le 5 octobre). Le couvent est détruit en 1793.
Selon Delpon, un hospice aurait été fondé en 1220 par un seigneur de Thémines nommé Barrascou pour recevoir les pèlerins qui se rendaient en Terre sainte.
Gisbert et Aigline de Thémines fondèrent l'hôpital de 1235 à 1253 au lieu-dit Pech-Vilaugès, sur une voie empruntée par les pèlerins. Le 19 juillet 1259 en l'abbaye de Figeac, en présence de l'abbé de Montaigu : Pierre Gérald, commandeur des maisons du Quercy des Hospitaliers de Saint Jean, Il fut donné à l'ordre de Saint-Jean de Jérusalem, et dépendait du grand prieuré de Saint-Gilles en Provence. En 1298, les Frères hospitaliers partirent en Orient.
En 1298, l'hôpital tenu par les Hospitalières de l'ordre de Saint-Jean de Jérusalem à Martel devient une annexe de celui de l'Hôpital-Beaulieu.

## Dommages et reconstruction
Les bâtiments subirent des dommages importants pendant la période troublée de la guerre de Cent ans jusqu'en 1453. À partir de 1463, débuta une grande restauration du couvent et la construction du cloître.
Entre 1540 et 1588, les protestants, qui tenaient les places fortes d'Assier et de Cardaillac, le pillèrent et l'appauvrirent. Le pape Pie IV permit de rétablir les bâtiments et le culte que les religieuses avaient abandonnés. En 1608, Galiote de Saint-Anne fit construire l'église Saint Jean-Baptiste achevée en 1617 et le grand mur d'enceinte : 7 mètres de haut et 715 mètres de longueur.
Le prieuré des Fieux, situé sur l'ancienne route de Martel à Miers lui fut rattaché par une bulle du pape Paul V le 9 janvier 1611 et par lettres patentes du roi Louis XIII du 4 août 1624. En 1677, il relevait de la juridiction de l'évêque de Cahors.

## Vie des religieuses
Le couvent était dirigé par une prieure élue par les sœurs réparties en trois catégories :
- Les sœurs dites de chœur, de justice ou chevalières. Elles étaient issues de la noblesse ;
- Les sœurs dites d'office, issues de la bourgeoisie ;
- Les sœurs dites converses, qui effectuaient les travaux manuels aidées par des servantes.

## Apogée
Au XVIIe siècle, l'Hôpital-Beaulieu couvrait un immense domaine dont les possessions s'étendaient jusqu'à Fontanes-du-Causse et comptait 80 religieuses. Les bâtiments étaient fortifiés et comprenaient une muraille de 7 mètres de haut, deux tours à l'entrée et une salle de corps de garde, une autre tour de 17 mètres, une église, un cloître, un cimetière, des salles pour l'accueil des pèlerins....
La prieure Galiote II, élue en 1634, avait même fait poser 3 kilomètres de canalisations de terre cuite pour l'alimentation en eau, en remplacement d'un ancien ouvrage en bois. Cette eau provenait selon Jacques Juillet, de la source de « Fonts Grands » au lieu-dit Lascombes, mais pourrait aussi jaillir d'une autre source du ruisseau de Lascombes. L'eau était acheminée par gravité grâce à une dénivellation d'une vingtaine de mètres et franchissait un point bas près du petit étang de La Gourgue. Des fragments de canalisation ont été retrouvés.

## Destruction
Il fut détruit à la Révolution en février 1793.
La dernière grande prieure, Françoise d'Estresse de Lanzac de Laborie fut expulsée en février 1793 par le Comité Révolutionnaire de Figeac. L'église et le monastère furent incendiés et dépouillés.

## Vestiges actuels
Il ne subsiste que quelques portions du mur d'enceinte, de belles clés de voûte en médaillon (main de Dieu, croix de Malte)  dans la salle capitulaire, classée Monument historique par arrêté du 4 janvier 1921. On peut y voir des roses et des bâtons écotés sculptés sur les nervures des voûtes ,. Les pierres taillées ont été dispersées dans le village et dans la région.
Un des portails de la salle capitulaire fut déplacé en 1860 à Rocamadour et fut intégré par l'abbé Chevalt à la chapelle Sainte Anne.